# Abena Appiah
Abena Appiah (ngày 2 tháng 6 năm 1993) là nhà thiết kế thời trang người Mỹ gốc Ghana, người mẫu thời trang và sắc đẹp, được trao vương miện Hoa hậu Hoàn vũ Ghana 2014 và đại diện cho Ghana tại cuộc thi Hoa hậu Hoàn vũ 2014. Cô cũng đại diện cho bang New York tại Hoa hậu Thế giới Hoa Kỳ 2017. Cô cũng đại diện Hoa Kỳ tại Hoa hậu Hòa bình Quốc tế 2020 và cô đã giành được ngôi vị Hoa hậu.

## Đầu đời
Abena hoàn thành chương trình tiểu học và chương trình giáo dục trung học tại Hoa Kỳ. Cô hiện đang theo học Đại học Radford với chuyên ngành Thời trang & Thiết kế. Triết lý của cô trong cuộc sống là "Cố gắng phấn đấu để đạt được mục tiêu của bạn bất kể trong hoàn cảnh nào". Cô tham gia cuộc thi Hoa hậu Ghana 2012 và giành được danh hiệu Hoa hậu Tài năng.

## Các cuộc thi

### Top Model thế giới 2013
Abena giành giải thưởng Top Model Ghana và đại diện cho Ghana tại Top Model of the World 2013 được tổ chức tại Ai Cập.

### Hoa hậu Hoàn vũ Ghana 2014
Abena được trao vương miện Hoa hậu Hoàn vũ Ghana 2014 khi cô là hoa hậu đại diện bang Accra.

### Hoa hậu Hoàn vũ 2014
Abena tranh tài tại cuộc thi Hoa hậu Hoàn vũ 2014 nhưng cuối cùng rời khỏi cuộc thi mà không được xếp hạng.

### Hoa hậu Thế giới của Hoa Kỳ 2017
Abena đại diện cho tiểu bang New York tại Hoa hậu Thế giới Hoa Kỳ 2017 vào ngày 13 tháng 8 năm 2017 tại Orlando, Florida và được xếp hạng Top 16.

### Hoa hậu Trái Đất 2019
Cô tới Manila, Philippines tham gia cuộc thi và lọt vào Top 20. Cô là đại diện đầu tiên đến từ Ghana ghi danh vào Top Bán kết của cuộc thi.

### Hoa hậu Hòa bình Quốc tế 2020
Cô tới Băng Cốc, Thái Lan tham gia cuộc thi và chiến thắng. Cô là đại diện Hoa Kỳ đầu tiên và là người gốc Phi đầu tiên đạt được danh hiệu Hoa hậu của cuộc thi.

## Chương trình thực tế
Abena tham gia X Factor vào đến trận chung kết nhưng do các lý do sức khỏe, cô không thể đến Nigeria và quyết định bỏ thi. Cô có thể được mô tả theo quan điểm của ngành giải trí: cô yêu thích đem đến sự giải trí và yêu thích được giải trí. Abena Appiah bắt đầu làm người mẫu ở tuổi lên ba và phát hiện ra khả năng âm nhạc của cô năm 9 tuổi.